# Julius David Schlüter
Julius David Schlüter (* 21. Juli 1828 in Hamburg; † 5. November 1900 ebenda) war ein deutscher Kaufmann.

## Leben
Schlüter war ein Sohn des Hamburger Kaufmanns Ferdinand David Schlüter (1792–1867) und dessen Ehefrau Laura, geborene Scheibler (1801–1875). Der Hamburger Bürgermeister David Schlüter (1758–1844) war sein Großvater.
Er war als Kaufmann in der Firma Schlüter & Maack in Hamburg tätig.
Schlüter gehörte von 1857 bis 1860 der Totenladendeputation an. Er war von 1862 bis 1865 Mitglied der Bankdeputation (Bankkollegium) und saß für diese 1865 in der Kommission für Maße und Gewichte. Von 1870 bis 1872 fungierte er als Handelsrichter sowie 1873 und 1874 als Oberrichter. 1848 und 1849 war er einer der Direktoren der „Direktion der zum Besten der Armen vereinigten jungen Leute“ und wirkte von 1860 bis 1863 als Provisor sowie 1881 bis 1893 als Alter des Gasthauses.
Schlüter war von 1862 bis 1865 Mitglied der Hamburgischen Bürgerschaft.
Julius David Schlüter heiratete 1854 in Hamburg Emma Kreglinger (* 1832). Sie hatten einen Sohn und zwei Töchter. Die jüngere Tochter Fanny (* 1864) war seit 1885 mit dem Kaufmann und späteren Hamburger Senator Johannes August Lattmann verheiratet.